# Шалдибін Євген Сергійович
Євген Сергійович Шалдибін (рос. Евгений Сергеевич Шалдыбин; 29 липня 1975, м. Новосибірськ, СРСР) — російський хокеїст, захисник. По завершенні кар'єри гравця — хокейний тренер.

## Ігрова кар'єра
Вихованець хокейної школи «Торпедо» (Ярославль). Виступав за «Торпедо» (Ярославль), «Бостон Брюїнс», «Провіденс Брюїнс» (АХЛ), «Лас-Вегас Тандер» (ІХЛ), «Торпедо» (Нижній Новгород), «Спартак» (Москва), «Сєвєрсталь» (Череповець), «Металург» (Новокузнецьк), «Сибір» (Новосибірськ), ХК МВД, «Амур» (Хабаровськ), «Хімік» (Воскресенськ), «Югра» (Ханти-Мансійськ), «Крила Рад» (Москва), «Молот-Прикам'я» (Перм), «Супутник» (Нижній Тагіл). 
В чемпіонатах НХЛ — 3 матчі (1+0).

## Тренерська кар'єра
Тренував клуби «Супутник» (Нижній Тагіл), «Торпедо» (Усть-Каменогорськ), «Амур» (Хабаровськ). З 2018 асистент головного тренера «Автомобіліст» (Єкатеринбург).  